# 7,5" морско оръдие Mk VI
BL 7,5 inch Mark VI (от на английски: Казеннозарядно 7,5-дюймово морско оръдие шести модел) e британско морско оръдие с калибър 190 mm и дължина на ствола 45 калибра, явяващо се основно оръжие на тежките крайцери от типа „Хокинс“ по време на Втората световна война. Тези крайцери играят важна роля в британския флот във връзка с ограниченията, въведени от Вашингтонското морско съглашение.

## Описание
Оръдие от „телен“ тип с използване в конструкцията на слоеве стоманена тел за скрепяване на ствол , състои се от удебелен в казенната част ствол от две тръби, бутален затвортип „Уелин“ (на английски: Welin breech block) и ръчен механизъм за управление на Aшбери (на английски: Asbury mechanism). Масата на барутния заряд е 31 фунта (14 kg), необходим за стрелба с 200-фунтовите снаряди. Далечината на стрелба е 19 km, максималният ъгъл на подем – 30 градуса. Оръдието е разчетено за 650 безотказни изстрела.

## Използване
Освен поставянето им на крайцерите от типа „Хокинс“, оръдието се използва и като част от системите за брегова отбрана. Подобни оръдия са поставяни в Нидерландските Антилски острови (7 бр.), в Мозамбик (5 бр.), в Канада (3 бр.) и в британския град Саут Шийлдс (3 бр.).

## Траектория на полет на снаряда
| Дистанция             | Ъгъл на подем на оръдието | Полетно време | Ъгъл на спускане | Скорост към момента на сблъсъка |
| --------------------- | ------------------------- | ------------- | ---------------- | ------------------------------- |
| 4,6 km / 5 хил. ярда  | 2° 30'                    | 7 s           | 3° 19'           | 548 m/s                         |
| 9,1 km / 10 хил. ярда | 7° 3'                     | 17 s          | 12° 32'          | 371 m/s                         |
| 14 km / 15 хил. ярда  | 15° 21'                   | 32 s          | 27° 33'          | 316 m/s                         |
| 18 km / 20 хил. ярда  | 27° 59'                   | 51 s          | 44° 35'          | 326 m/s                         |